# 2 Змеи
2 Змеи (лат. 2 Serpentis) — кратная звезда в созвездии Девы на расстоянии приблизительно 1003 световых лет (около 308 парсек) от Солнца.

## Характеристики
Первый компонент (HD 132933A) — красный гигант спектрального класса M0,5IIb, или M0,5II, или K0. Визуальная звёздная величина звезды — +5,732m. Масса — около 0,911 солнечной, радиус — около 40,957 солнечного, светимость — около 194,871 солнечной. Эффективная температура — около 4053 K.
Второй компонент — красный карлик спектрального класса M. Масса — около 588,49 юпитерианской (0,5618 солнечной). Удалён в среднем на 1,45 а.е..
Третий компонент (HD 132933B). Визуальная звёздная величина звезды — +7,49m. Удалён на 0,4 угловой секунды.
Четвёртый компонент (UCAC2 31696306) — оранжевый карлик спектрального класса K. Визуальная звёздная величина звезды — +14,5m. Радиус — около 0,98 солнечного, светимость — около 0,47 солнечной. Эффективная температура — около 4837 K. Удалён на 30,8 угловой секунды.